# Подвійний пульсар

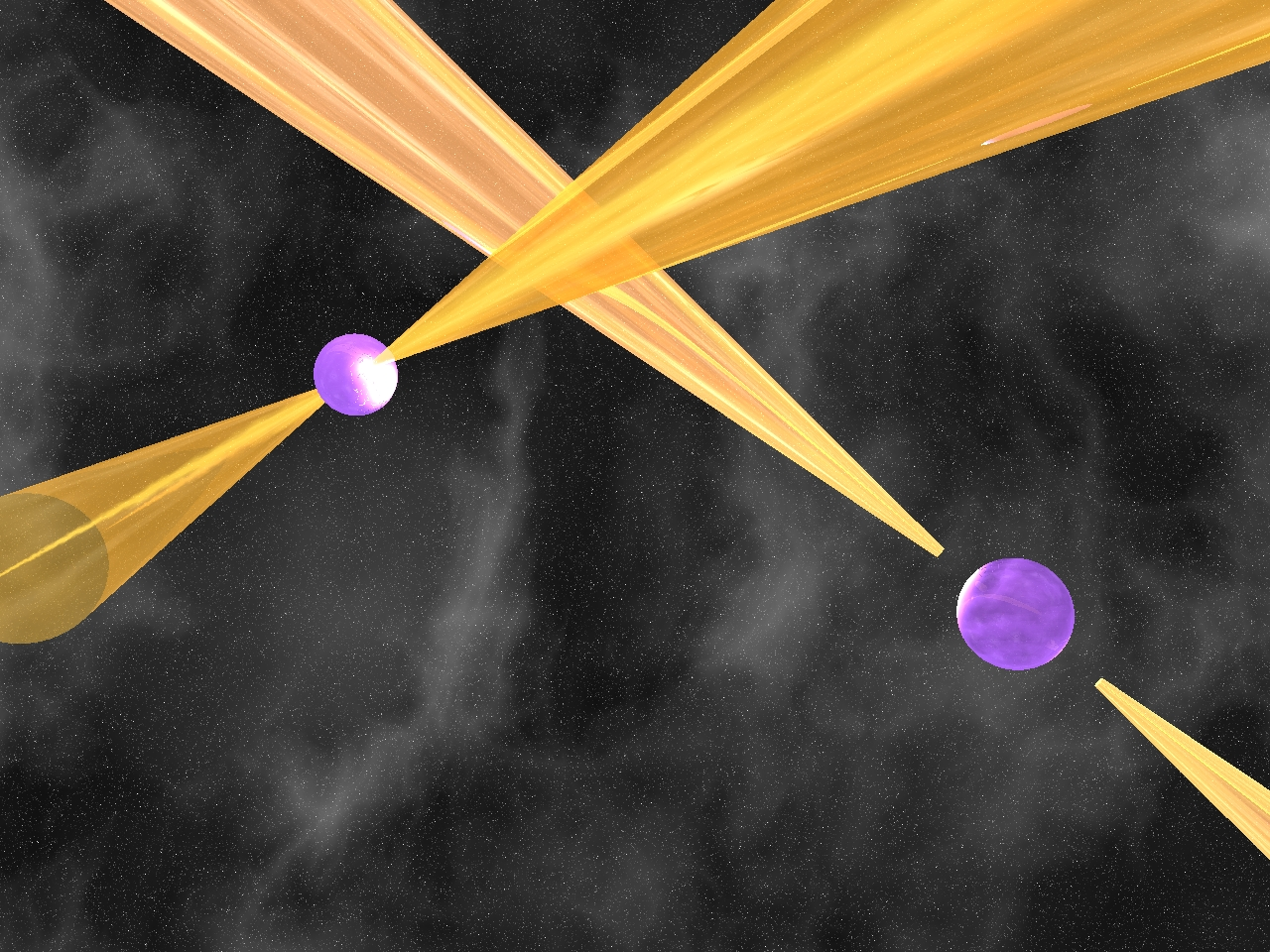
Подвійний пульсар в уявленні художника

Подві́йний пульса́р — пульсар, який має другий компонент, що часто є нейтронною зорею або білим карликом. Принаймні в одному випадку (PSR J0737−3039) другий компонент також є пульсаром. Подвійні пульсари належать до об'єктів, що дозволяють фізикам перевіряти висновки загальної теорії відносності внаслідок сильних гравітаційних полів в околі таких об'єктів. Хоча об'єкт-компаньйон пульсара зазвичай складно або неможливо спостерігати безпосередньо, його наявність можна встановити дослідженням залежності імпульсів пульсара від часу (англ. timing of the pulses), що можливо з високою точністю за використання радіотелескопів.

## Історія
Перший подвійний пульсар, PSR B1913+16 відкрили в 1974 році в обсерваторії Аресібо Джозеф Готон Тейлор і Рассел Алан Галс, які отримали в 1993 році Нобелівську премію з фізики. Коли Галс спостерігав відкритий пульсар PSR B1913+16, то помітив, що частота пульсації змінюється за деякою закономірністю. Він зробив висновок, що пульсар обертається дуже близько й із високою швидкістю навколо іншої зорі, період пульсацій змінюється відповідно до ефекту Доплера: при наближенні пульсара до спостерігача імпульси спостерігаються частіше, при видаленні пульсара кількість реєстрованих за той самий проміжок часу імпульсів буде меншою. Імпульси можна уявляти у вигляді цокання годинника; зміна частоти цокання свідчить про зміну швидкості пульсара відносно спостерігача. Галс і Тейлор, за спостереженнями флуктуацій імпульсів, визначили також, що зорі мають приблизно однакові маси, що призвело до припущення про те, що другий компонент також є нейтронною зорею. Спостереження імпульсів проводяться з точністю до 15 мкс.
Дослідження подвійного пульсара PSR B1913+16 привело до першого точного визначення маси нейтронних зір, котрі використовують властивості релятивістського уповільнення часу. Коли два тіла близько розташовані, гравітаційне поле посилюється, час протікає повільніше, проміжок часу між двома імпульсами збільшується. Під час руху пульсара в слабшому полі частота імпульсів збільшується.
До моменту відкриття гравітаційних хвиль і досліджень LIGO подвійні пульсари були єдиними об'єктами, за якими вчені могли виявити існування гравітаційних хвиль; загальна теорія відносності передбачала, що дві нейтронні зорі будуть випромінювати гравітаційні хвилі під час руху навколо спільного центра мас, що призведе до зменшення орбітальної енергії, зближення зір і зменшення орбітального періоду. Модель з 10 параметрами, що включає інформацію про кеплерівські орбіти, поправки до кеплерівських орбіт (наприклад, швидкість руху перицентра, гравітаційне червоне зміщення, зміна орбітального періоду, релятивістське уповільнення часу), достатня для подання властивостей пульсара в часі.
Вимірювання зменшення орбітальної енергії системи PSR B1913+16 майже ідеально відповідали прогнозам теорії Ейнштейна. Теорія відносності пророкує, що поступово орбітальна енергія переходить в енергію гравітаційного випромінювання. Дані про орбітальний період PSR B1913+16, отримані Тейлором, Дж. М. Вайсбергом (англ. Joel M. Weisberg) і колегами, підтверджують висновки теорії; в 1982 році і пізніше вчені підтвердили наявність різниці в спостережуваному проміжку часу між двома мінімумами, порівняно з очікуваним часом за сталої відстані між компонентами. Протягом десятиліття після відкриття орбітальний період системи зменшувався на 76 мільйонних секунди на рік. Подальші спостереження підтвердили цей висновок.

## Ефекти
Іноді другий компонент подвійного пульсара збільшується в розмірах настільки, що частина речовини падає на пульсар. Падаючи газ нагрівається, що може створювати рентгенівське випромінювання. Перетікання речовини часто приводить до утворення акреційного диска.
Пульсари також створюють вітер з частинок, що рухаються з релятивістськими швидкостями, які, в разі подвійного пульсара, можуть деформувати і зруйнувати магнітосферу компонентів системи.